# Třída Sa'ar 5
Třída Sa'ar 5 (hebrejsky: 5 סער, tj. bouře) jsou korvety Izraelského vojenského námořnictva. Celkem byly v letech 1992–1995 postaveny tři jednotky této třídy. Jsou to největší izraelské válečné lodě. Po dokončení si získaly velkou pozornost svým futuristickým vzhledem a širokým využitím prvků stealth, v té době srovnatelném pouze s francouzskými fregatami třídy La Fayette.

## Stavba

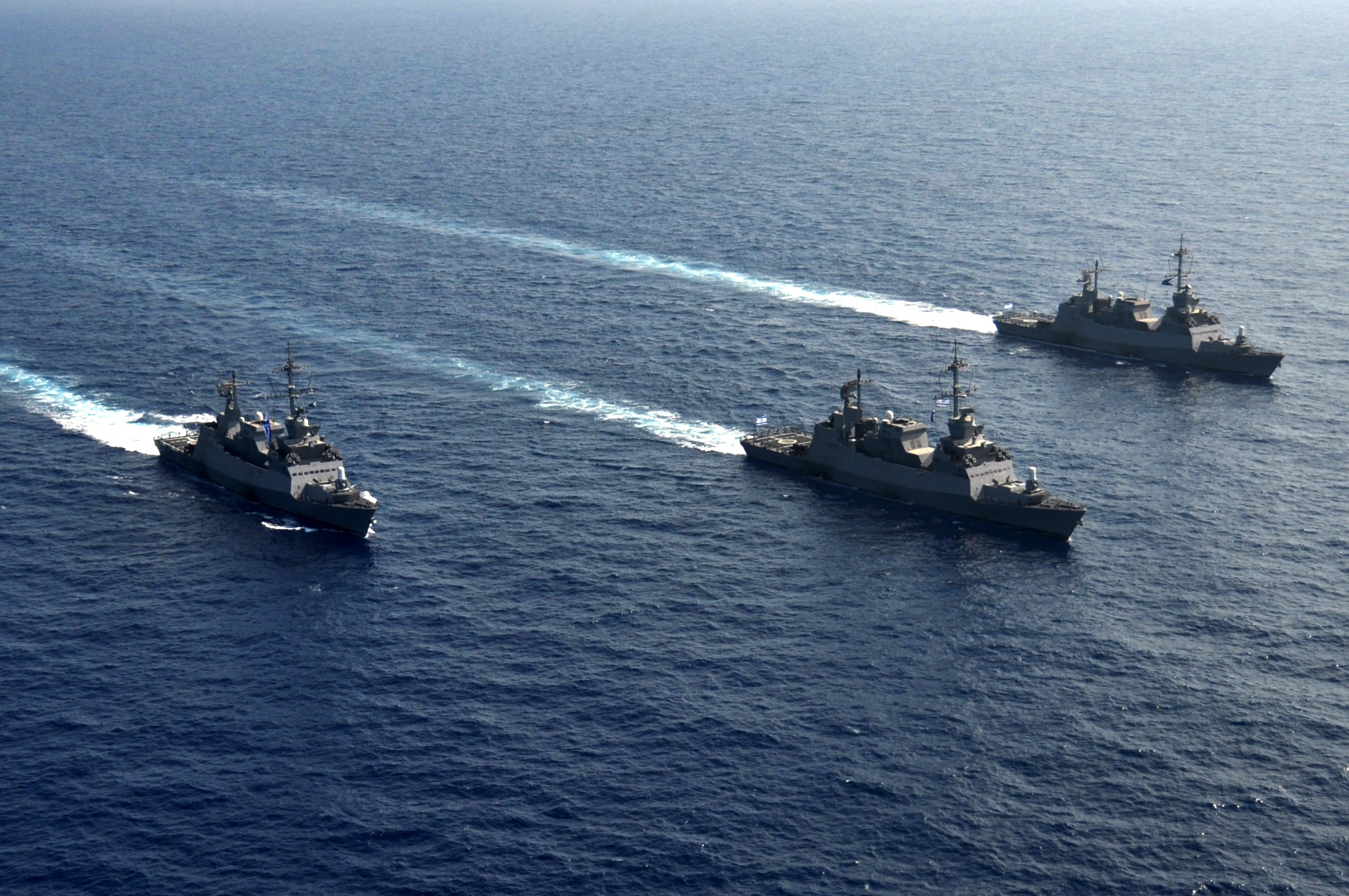
Společný snímek všech tří postavených korvet třídy Sa'ar 5

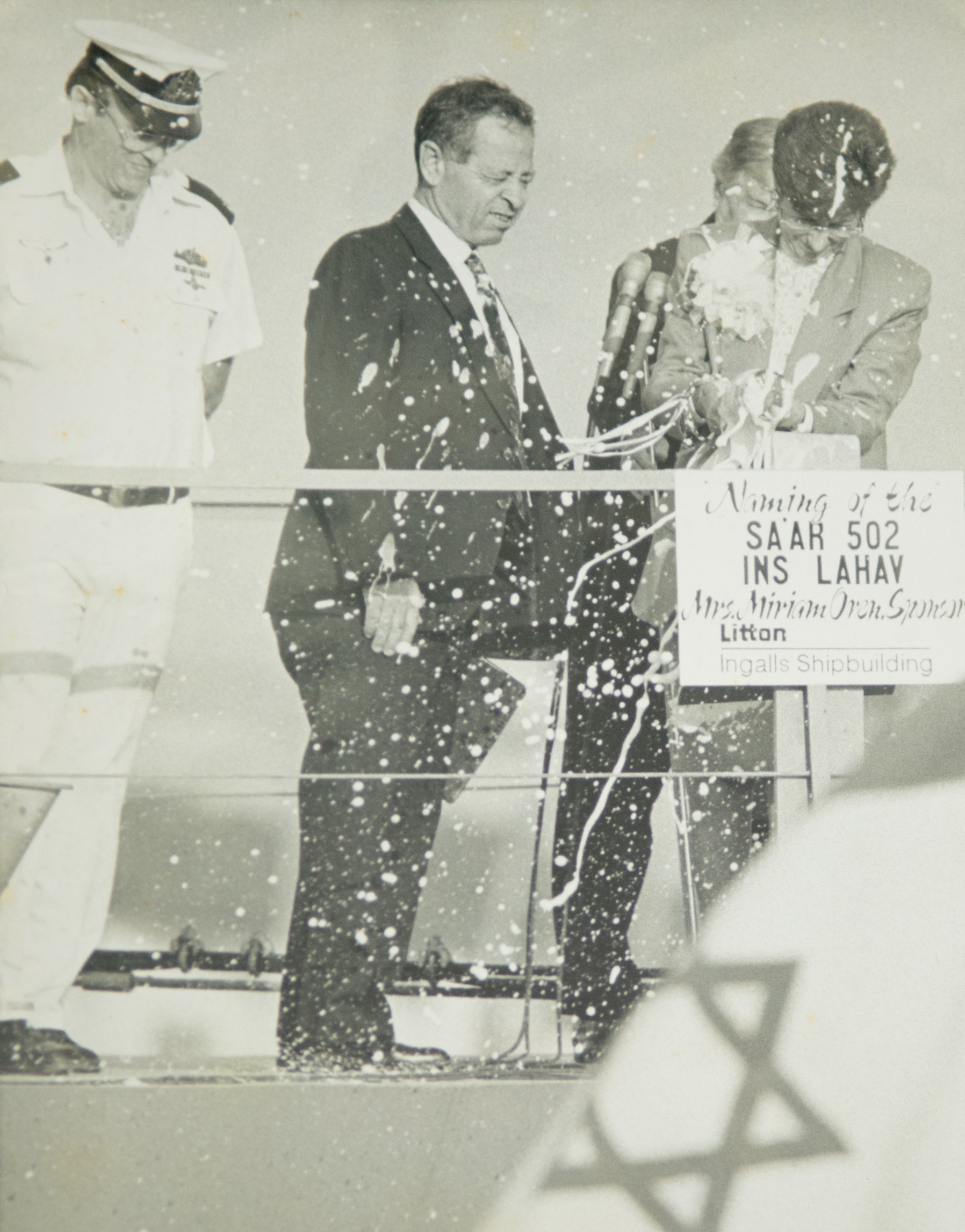
Spuštění na vodu korvety Lahav

Na konci 70. let 20. století bylo jádro izraelského námořnictva tvořeno raketovými čluny tříd Sa'ar 2, Sa'ar 3 a Sa'ar 4, přičemž probíhala stavba nejnovějších raketových člunů třídy Sa'ar 4.5 (výtlak 500 tun). Náhradou raketových člunů tříd Sa'ar 2 a Sa'ar 3 se měly stát korvety třídy Sa'ar 5 s výtlakem přesahujícím 1000 tun. Koncepční práce byly zahájeny roku 1979. Brzy však vypukl dlouhý spor o to, zdali izraelské námořnictvo nákladná plavidla skutečně potřebuje. Pro obranu pobřeží byly raketové čluny plně postačující, lépe vybavená plavidla však byla vhodná i pro další budoucí úkoly (ofenzivní operace proti arabským loďstvům, speciální mise, nebo doprovod civilních lodí). Druhý přístup nakonec ve druhé polovině 80. let převážil.
Mezitím byla roku 1984 u americké firmy John T. McCullen Associates objednána předběžná studie návrhu korvet. Na jejím vzniku se podíleli také izraelští odborníci (např. specialisté z loděnice Israel Shipyards). Roku 1987 dokončená studie navrhovala stavbu futuristických korvet o výtlaku 1250 tun, které by díky široké automatizaci měly malou posádku a zároveň jim široké uplatnění technologií stealth dávalo zvýšenou schopnost přežití na bojišti.
Program stavby tří plavidel s opcí na čtvrtou byl odsouhlasen roku 1989. Izraeli se pro tento program podařilo získat finance z amerického programu Foreign Military Financing, který vyžadoval stavbu plavidel přímo v USA, nebo z amerických komponentů. Stavba trojice korvet proto byla objednána u americké loděnice Ingalls Shipbuilding (součást koncernu Litton), přičemž instalaci izraelského vybavení zajistila loděnice Israeli Shipyards.
Trojice korvet byla postavena v letech 1992–1995. První námořní zkoušky částečně vystrojené korvety Ejlat prokázaly nedostatečnou stabilitu výzbrojí a vybavením přetíženého plavidla, za extrémních okolností hrozící až převrácením. Zlepšení stability si vynutilo úpravu konstrukce a významné omezení nesené výzbroje. Plné dokončení plavidel se protáhlo o několik let a namísto původně odhadovaných 200 milionů dolarů dosáhly náklady na stavbu jedné korvety plných 360 milionů dolarů. Opce na čtvrtou jednotku tak nebyla kvůli nedostatku financí uplatněna.
Jednotky třídy Sa’ar 5:
| Název           | Zahájení stavby | Spuštěna na vodu | Uvedena do služby | Poznámka |
| --------------- | --------------- | ---------------- | ----------------- | -------- |
| INS Ejlat (501) | 24. února 1992  | 9. února 1993    | 24. května 1994   | aktivní  |
| INS Lahav (502) | 25. září 1992   | 20. srpna 1993   | 23. září 1994     | aktivní  |
| INS Hanit (503) | 5. dubna 1993   | 4. března 1994   | 7. února 1995     | aktivní  |

## Konstrukce

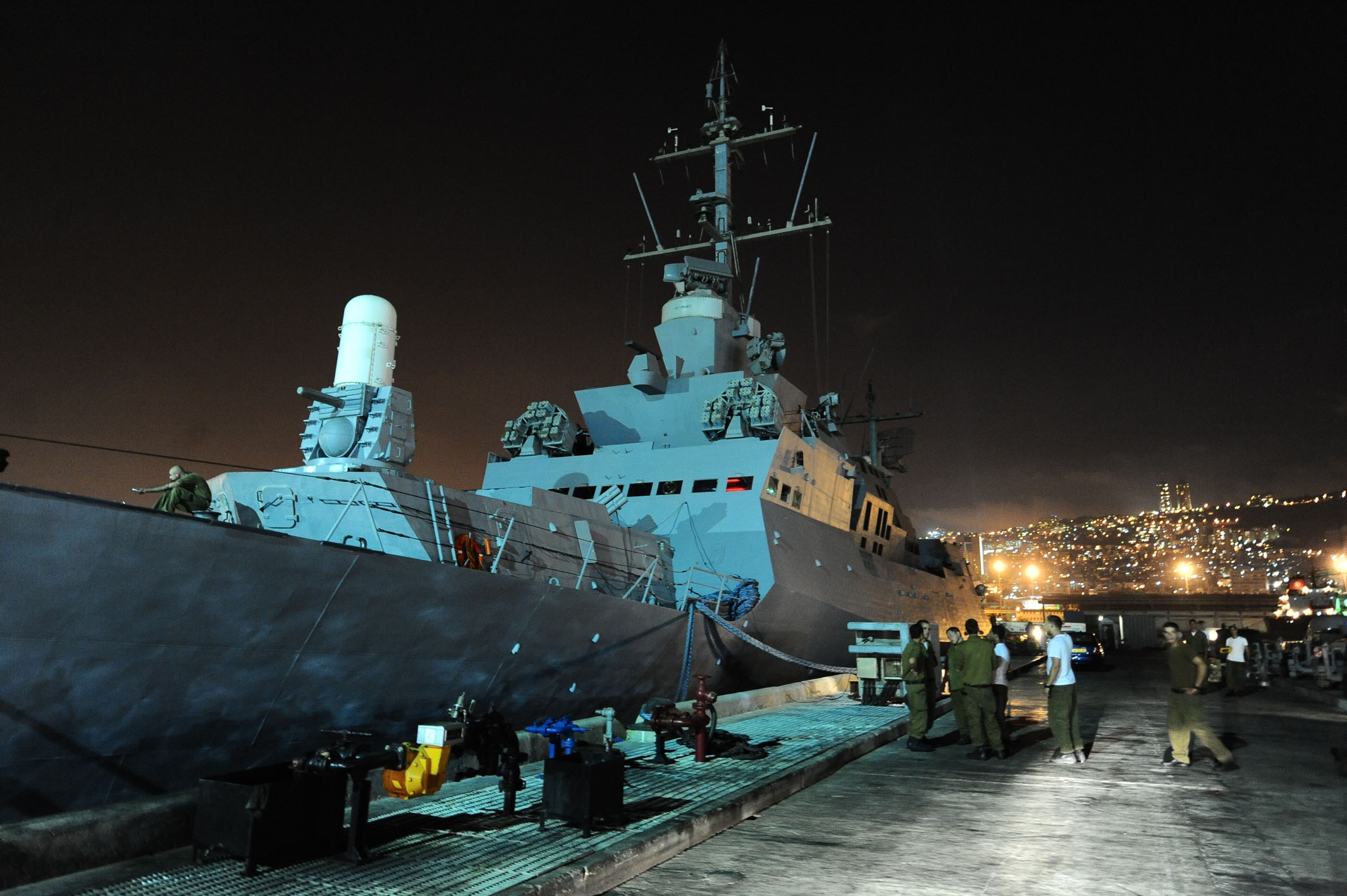
Na nočním snímku korvety Hanit je dobře patrné stealth tvarování trupu a nástaveb. Plavidlo se na snímku připravuje na zásah proti konvoji do Pásma Gazy.

### Trup
Trup plavidel je postaven z oceli, přičemž nástavby jsou kvůli úspoře hmotnosti ze slitin hliníku. Trup je rozdělen na 11 vodotěsných sekcí a šest protipožárních zón. Velmi široké bylo využití opatření na redukci signatur (stealth). Trup je tvarován s důrazem na zmenšení radiolokační odrazné plochy (ostře lomené plochy) a zčásti pokryt materiálem tyto vlny pohlcujícím. Různé vybavení bylo přemístěno do trupu, nebo opatřeno speciálními kryty a bočnicemi. Interiér byl pod čarou ponoru zvukově izolován, agregáty pohonného systému byly umístěny na odpružené podstavy a jejich výfukové zplodiny jsou ochlazovány speciálním systémem instalovaným v komínu. Systém Prairie Masker omezuje šum vody proudící kolem trupu.

### Výzbroj

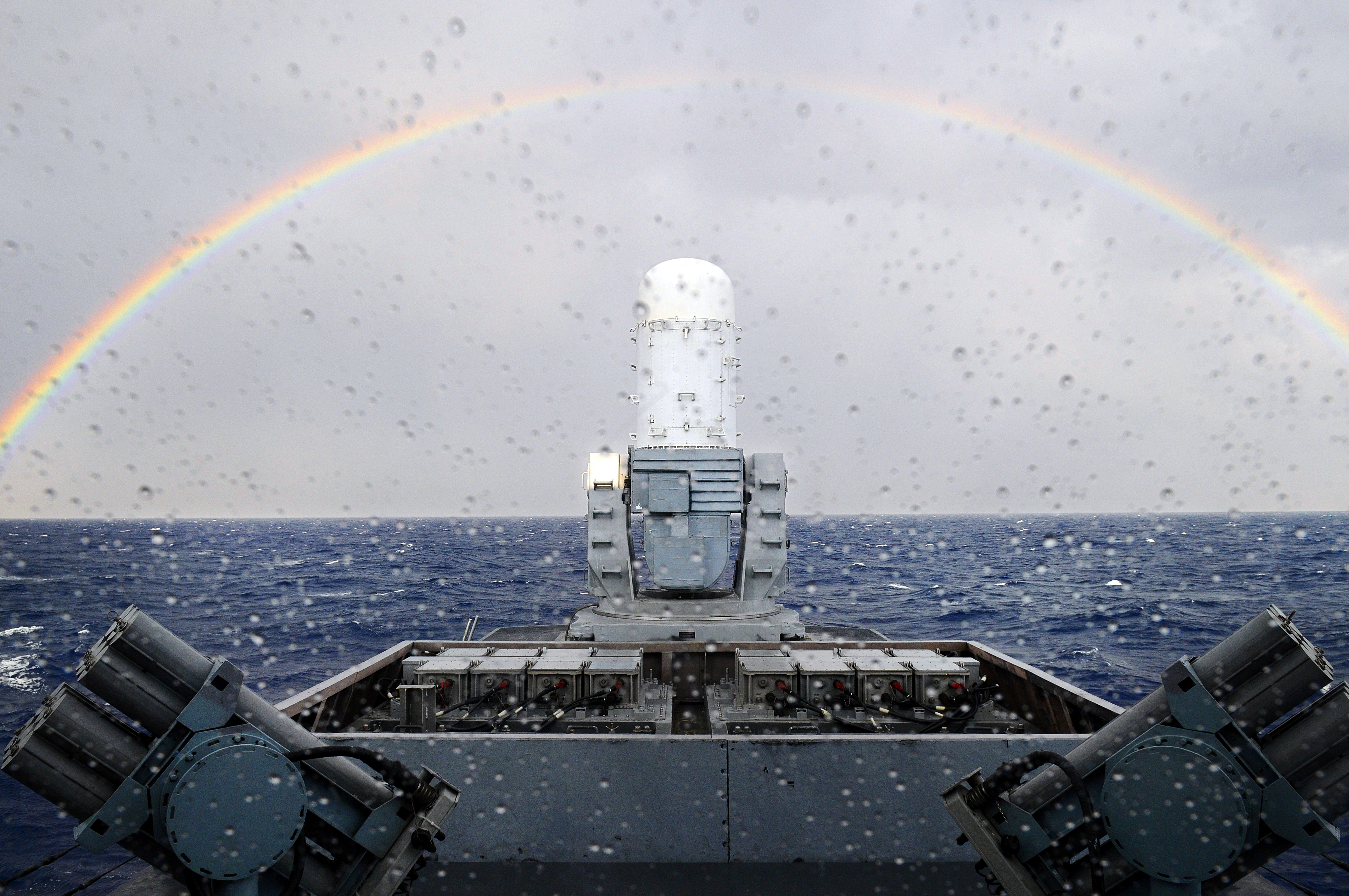
Pohled na příď korvety třídy Sa'ar 5. Po stranách jsou vrhače klamných cílů, uprostřed ústí vypouštěcích sil střel Barak 1 a nad nimi systém bodové obrany Phalanx

Korvety měly dle původních plánů nést extrémně silnou výzbroj, jejich přetížení a nestabilita si však vynutili její znatelnou redukci. Plánovaná výzbroj byla následující. Hlavňovou výzbroj měl tvořit jeden 76mm kanón OTO Melara Compact ve věži na přídi a dvě zbraňové stanice s rotačními 25mm kanóny Sea Vulcan. Protivzdušnou obranu měla zajišťovat dvě 32násobná vertikální vypouštěcí sila protiletadlových řízených střel Barak 1 s dosahem 12 km (jedno na přídi za dělovou věží a druhé za komínem). Velmi silná byla úderná výzbroj tvořená rovnou dvěma typy protilodních střel (toto pro izraelské námořnictvo obvyklé řešení protivníku velmi ztěžovalo jejich rušení). Před komínem bylo pod stealth krytem umístěno osm střel RGM-84C Harpoon s doletem 124 km, přičemž po obou stranách komínu mělo být umístěno dalších osm protilodních střel Gabriel Mk.2 s dosahem 36 km. Ničení ponorek měly zajistit dva trojhlavňové 324mm torpédomety Mk.32 pro americká protiponorková torpéda Mk.46 Mod. 5.
Když se ukázalo, že plně vyzbrojené korvety by byly přetížené, bylo upuštěno od instalace všech střel Gabriel, 76mm kanónu, obou systémů Sea Vulcan a zadní baterie střel Barak 1. Korvety tak ve skutečnosti nesly 20mm obranný kanónový systém Mk.15 Phalanx Block 0, dva ručně ovládané 20mm kanóny Oerlikon, čtyři 7,62mm kulomety FN MAG, až 32 střel Barak 1 (obvykle však pouze 16), osm střel Harpoon a dva trojité torpédomety Mk.32.

### Elektronika

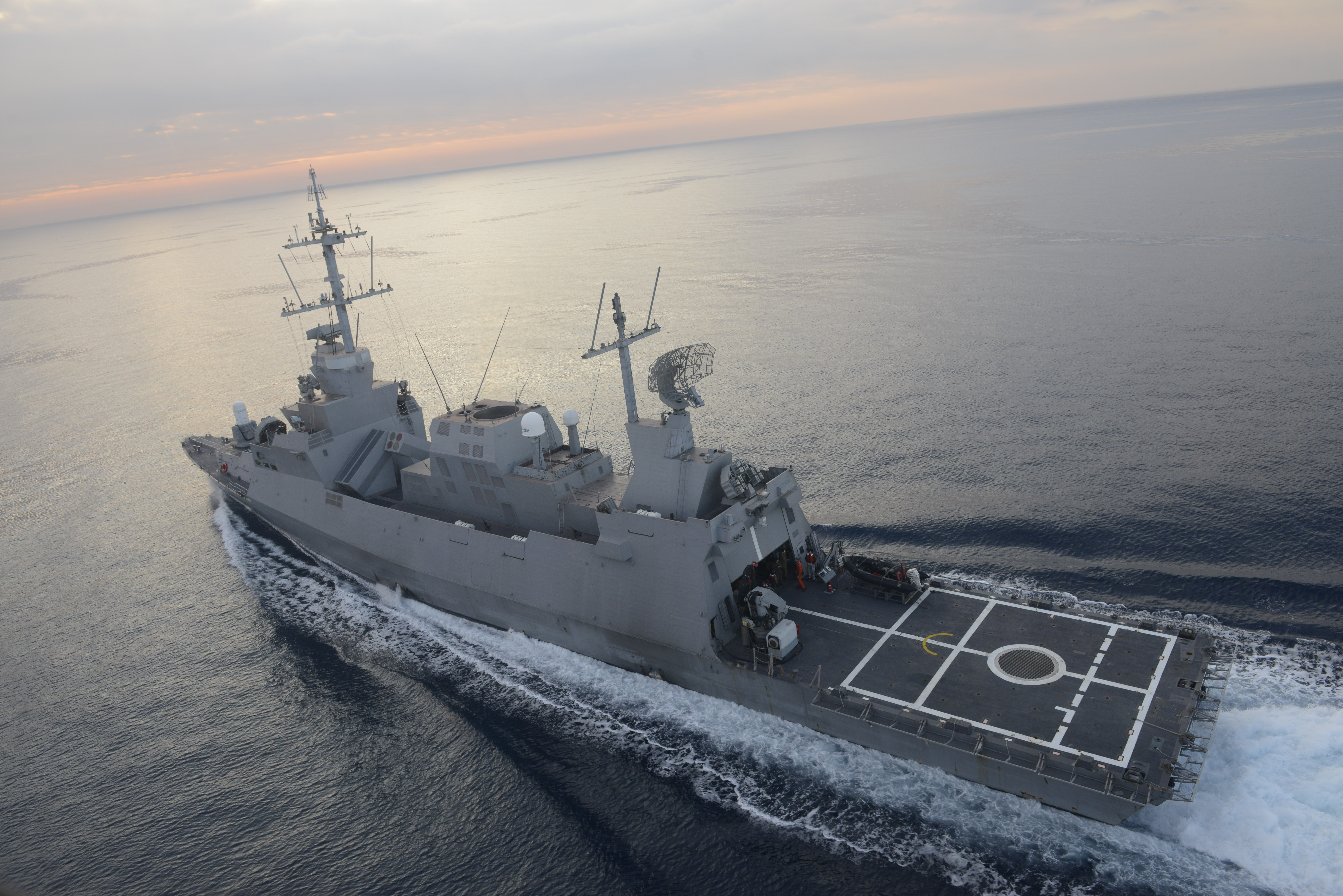
Korveta třídy Sa'ar 5

Původně zamýšlenou skladbu elektroniky představoval 3D vzdušný vyhledávací radar Elta EL/M-2218S, hladinový vyhledávací a navigační radar SPS-55, tří naváděcí systémy Elta EL/M-2221GM pro rakety Barak 1, trupový sonar EDO Type 796 Mod.1. V případě potřeby bylo možné korvety vybavit vlečeným sonarem Rafael CORIS-TAS.
Konečná sestava však byla značně odlišná. Tvořil ji komerční 3D vyhledávací radar Elta EL/M-2218S, 2D přehledový radar TPS-44, pouze jeden naváděcí systém Elta EL/M-2221GM, komerční navigační radar a optotronický systém MSIS. Bojový řídící systém je typu Elbit NTCCS III. Obranu plavidla posiluje systémy elektronického boje Elistra NS-9003/9005, tři 72hlavňové vrhače klamných cílů Elbit Deseaver, dva vrhače klamných cílů Rafael Wizard a protitorpédové klamné cíle SLQ-25A Nixie.

### Vrtulník

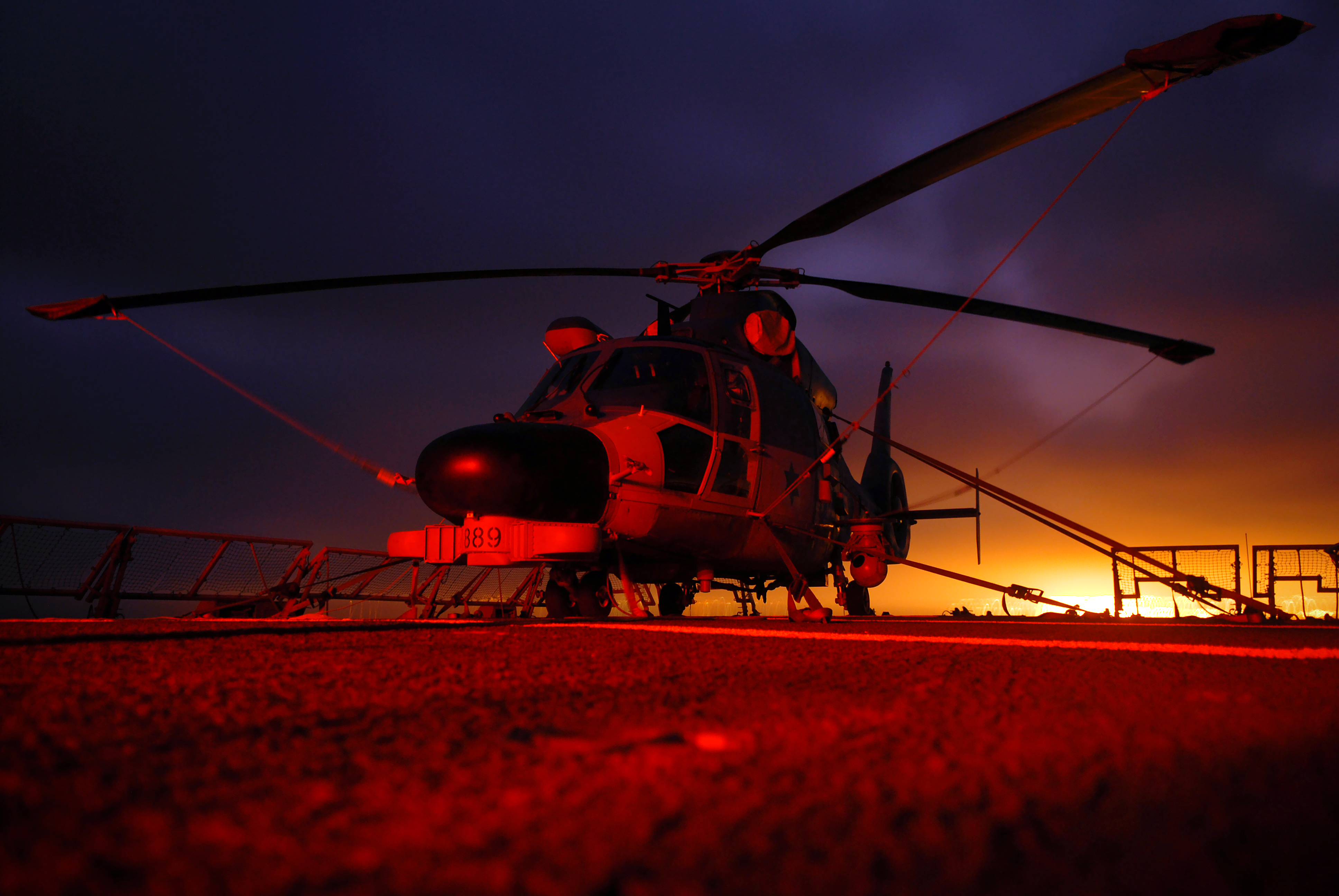
Vrtulník Dauphin II

Na zádi se nachází přistávací plošina a hangár pro jeden vrtulník. Mezi důležité úkoly vrtulníku patří navádění střel Harpoon. Zpočátku nesly vrtulník SA-366G Dauphin II, který byl vhodný především pro mise SAR. Později jej nahradil protiponorkový vrtulník AS565MA Panther. Z plavidel měly operovat také bezpilotní průzkumné vrtulníky IAI Hellstar, jejich vývoj však byl zrušen.

### Pohonný systém
Pohonný systém je koncepce CODOG. Při plavbě ekonomickou rychlostí plavidla pohání dva dieselové motory MTU 12V 1163 TB82, každý o vvýkonu 4860 kW. Pro plavbu vysokou rychlostí slouží jedna plynová turbína General Electric LM2500 o výkonu 22 380 kW. Ty pohání dva lodní šrouby se stavitelnými lopatkami. Nejvyšší rychlost dosahuje 30 uzlů (původně bylo projektováno 33 uzlů). Dosah je 3500 námořních mil při rychlosti 17 uzlů. Autonomie dosahuje 20 dnů.

### Modernizace

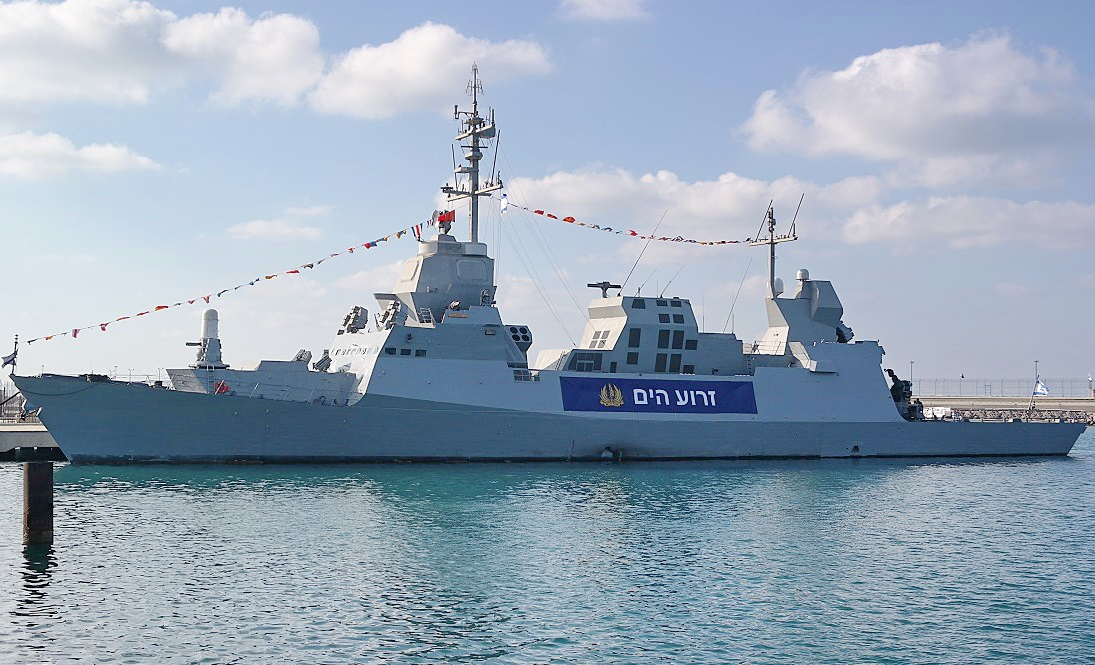
Korveta Lahav byla modernizována na nosič raket Barak 8

Během služby byly provedeny dílčí modernizace komunikačních systémů a optotroniky MSIS.
Zásadními úpravami prošla roku 2014 korveta Lahav, sloužící pro testování protiletadlového raketového kompletu Barak 8 s dosahem až 90 km. Instalován byl multifunkční radar EL/M-2248 se čtyřmi pevnými anténami typu AESA (tři u paty hlavního stožáru a čtvrtá na zadní nástavbě). Systém řízení palby pro střely Barak 1 byl přesunut na jiné místo. Testovací osminásobné vertikální vypouštěcí silo pro střely Barak 8 bylo instalováno roku 2015. První úspěšný odpal střely Barak 8 proběhl v listopadu 2015.
Rostoucí význam těžby zemního plynu u izraelského pobřeží si vynutil nasazení korvet při ochraně těžních zařízení (např. proti útokům protilodními střelami). Zvažováno je vybavení korvet raketovými komplety Iron Dome.

## Služba

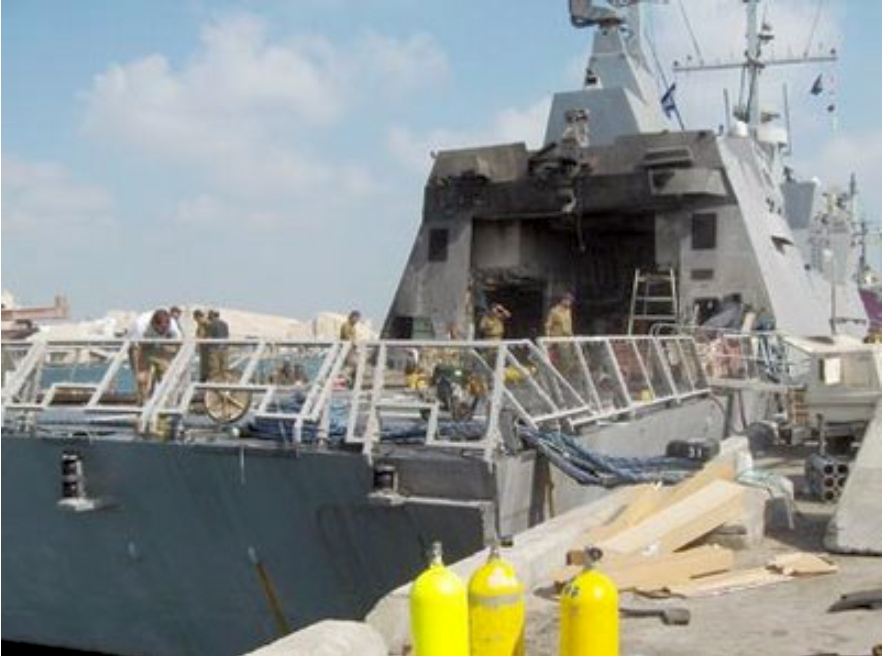
Protilodní střelou poškozená korveta Hanit

Korvety po celou dobu své služby operují ze základny v Haifě. Účastnily se prakticky všech bojových operací prováděných izraelským námořnictvem. Během druhé libanonské války se korveta Hanit podílela na námořní blokádě Bejrútu. Při tomto úkolu byla na zádi zasažena čínskou protilodní střelou C-802 vypálenou příslušníky hnutí Hizballáh. Čtyři členové posádky byli zabiti. Korveta se vlastní silou vrátila na základnu k několikatýdenním opravám.
Korvety Lahav a Hanit se roku 2015 účastnily zásahu proti konvoji do Pásma Gazy.